# Studebaker Standard Six
Der Studebaker Standard Six war ein PKW, den die Studebaker Corporation in South Bend (Indiana) in den Modelljahren 1925 und 1926 herstellte. Er war der Nachfolger des Modells Light Six.
Der Standard Six – auch Model ER genannt –  hatte einen Radstand von 2.870 mm und wurde von einem Sechszylinder-Reihenmotor mit 3.959 cm³ Hubraum (Bohrung × Hub = 85,7 mm × 114,3 mm) angetrieben, der 50 bhp (37 kW) bei 2.200/min. entwickelte. Die Motorkraft wurde über eine Einscheibentrockenkupplung und ein Dreiganggetriebe mit Schalthebel in der Wagenmitte an die Hinterräder weitergeleitet. Die Fußbremse wirkte auf Trommelbremsen an den Hinterrädern.
Der Standard Six stellte damals die billigste Modellreihe von Studebaker dar. Die Wagen wurden während der gesamten Produktionszeit mit verschiedensten Aufbauten angeboten.
1927 wurde der Wagen in Standard Six Dictator (Modell EU) umbenannt, ein Übergangsname zum Studebaker Dictator, wie er ab 1928 hieß.